# Princess Kaiulani
Princesa Kaiulani es una película dramática biográfica británico-estadounidense de 2009 basada en la vida de la Princesa Kaʻiulani (1875-1899) del Reino de Hawái.

## Reparto
- Q'orianka Kilcher como la princesa Victoria Ka'iulani
- Barry Pepper como Lorrin A. Thurston
- Shaun Evans como Clive Davies
- Will Patton como Sanford B. Dole
- Ned Van Zandt como senador Collum
- Jimmy Yuill como Archibald Scott Cleghorn
- Leo Anderson Akana como la Reina Lili'uokalani
- Ocean Ka'owili como Rey Kalākaua
- Reupena Paopao Sheck como el príncipe David Kawānanakoa "Koa"
- Kimo Kalilikane como Kalehua
- Kamuela Kalilikane como Mamane
- Peter Banks como presidente Grover Cleveland
- Rosamund Stephen como la Sra. Cleveland
- Julian Glover como Theophilus Harris Davies
- Barbara Wilshere como la Sra. Mary Ellen Davies
- Tamzin Merchant como Alice Davies
- Catherine Steadman como la señorita Barnes
- Kainoa Kilcher como Kaleo
- Laura Soller como la Sra. Anna Dole
- Christian Brassington como duque de Winchester
- Olivia Mardon como duquesa de Winchester
- Jay Lembeck como primer ministro Walter M. Gibson
- Ka'alaka'iopono Faurot como Keiki Ka'iulani

## Controversia
El título provisional de la película, Barbarian Princess, provocó controversia en Hawái, y algunas personas afirmaron que evoca recuerdos dolorosos de discriminación pasada, mientras que otros pensaron que sería el título de una película gótica de fantasía similar a Conan el Bárbaro (1982). En respuesta, el título se cambió brevemente a The Last Princess, cambió a Princess Kaiulani más tarde en 2008, luego se mostró como Barbarian Princess para el festival de 2009. Los productores declararon que el título tenía la intención de ser irónico y atraer a audiencias que tal vez no estén familiarizadas con la historia de Hawái. La película finalmente se estrenó para una distribución más amplia como Princess Kaiulani.
Muchos hawaianos nativos se sintieron decepcionados de que la película utilizara a un no hawaiano para el papel principal.